# Kościół św. Jadwigi Królowej w Krakowie (Kliny Borkowskie)
Kościół św. Jadwigi Królowej – parafialny kościół rzymskokatolicki znajdujący się w Krakowie, w dzielnicy X Swoszowice przy ul. Zagaje 42, na Klinach Borkowskich. Posługę pełnią księża diecezjalni.

## Historia
Kamień węgielny pod budowę kościoła poświęcił papież Jan Paweł II wraz z kanonizacją św. Królowej Jadwigi na krakowskich Błoniach 8 czerwca 1997 r. We wrześniu tego samego roku rozpoczęto prace budowlane wg projektu architekta Andrzeja Bilskiego. 13 października 2000 r. abp krakowski kard. Franciszek Macharski wmurował kamień węgielny w ścianę kościoła. Od czerwca 2001 r. nabożeństwa sprawowano w nawie głównej kościoła w stanie surowym. W 2003 r. wykonano posadzkę, w 2004 r. zakończono ostatnie prace wykończeniowe.